# Кроличий сыч
Кроличий сыч, или кроликовая сова, или пещерная сова (лат. Athene cunicularia) — птица рода сычи семейства совиные.
Небольшая длинноногая сова, обитающая на открытых ландшафтах Северной и Южной Америки. Кроличьего сыча можно увидеть на травянистых полях, пастбищах, сельхозугодьях, пустынных землях и других сухих местах с низкой растительностью. Гнездится и отдыхает в норах. В отличие от большинства сов активна в дневное время, хотя стремится избегать полуденного зноя. Охотится по большей части в тёмное время суток. Совы собирают экскременты местных млекопитающих и складывают их в гнёздах, вероятно, для того, чтобы заманить жуков, которыми они питаются.
Оперение на верхней стороне красновато-серо-бурое и испещрено продолговато-округлыми белыми крапинами; подбородок и брови белые; нижняя часть шеи красновато-жёлтая с серо-бурыми пятнами, грудь серо-бурая с жёлтыми пятнами, нижняя часть брюха желтовато-белая, без пятен. Глаза жёлтые, клюв бледно-зеленовато-серый, ноги тоже бледно-зеленовато-серые, но подошва пальцев желтоватая. Длина 23 см, размах крыльев 50, длина крыла 16, хвоста 7 см.